# Агостіно Ді Бартоломеї
Агостіно Ді Бартоломеї (італ. Agostino Di Bartolomei, нар. 8 квітня 1955, Рим — пом. 30 травня 1994, Кастеллабате) — італійський футболіст, півзахисник, захисник.
Насамперед відомий виступами за клуб «Рома», а також молодіжну збірну Італії.
Чемпіон Італії. Триразовий володар Кубка Італії. 

## Клубна кар'єра
Народився 8 квітня 1955 року в місті Римі. Вихованець футбольної школи клубу «Рома». Дорослу футбольну кар'єру розпочав 1972 року в основній команді того ж клубу, в якій провів три сезони, протягом яких був здебільшого резервним гравцем та взяв участь лише у 23 матчах чемпіонату. 
Протягом 1975—1976 років здобував ігрового досвіду, захищаючи на умовах оренди кольори команди клубу Серії B «Ланероссі».
Після заверщення терміну оренди 1976 року повернувся до «Роми», де відразу став на регулярній основі потрапляти до стартового складу команди. Відтоді відіграв за «вовків» ще вісім сезонів своєї ігрової кар'єри. Більшість часу, проведеного у складі «Роми», був основним гравцем команди. За цей час виборов титул чемпіона Італії, ставав володарем Кубка Італії (тричі).
Згодом з 1984 по 1988 рік грав у складі команд клубів «Мілан» та «Чезена».
Завершив професійну ігрову кар'єру у клубі Серії C1 «Салернітана», за команду якого виступав протягом 1988—1990 років. 
Після двох сезонів, проведених у клубі нижчої ліги 35-річний гравець вирішив завершити ігрову кар'єру. Надалі хворів на клінічну депресію, яка завершилася самогубством. Застрелився 30 травня 1994 року на 40-му році життя у Кастеллабате.

## Виступи за збірну
Протягом 1973–1978 років  залучався до складу молодіжної збірної Італії. На молодіжному рівні зіграв у 8 офіційних матчах, забив 7 голів.
Попри тривалі вдалі виступи на клубному рівні так і не дочекався виклику до національної збірної Італії.

## Статистика виступів

### Статистика клубних виступів
| Сезон            | Команда          | Чемпіонат        | Чемпіонат | Чемпіонат | Національний кубок | Національний кубок | Національний кубок | Континентальні кубки | Континентальні кубки | Континентальні кубки | Інші змагання | Інші змагання | Інші змагання | Усього | Усього |
| Сезон            | Команда          | Ліга             | Ігор      | Голів     | Ліга               | Ігор               | Голів              | Ліга                 | Ігор                 | Голів                | Ліга          | Ігор          | Голів         | Ігор   | Голів  |
| ---------------- | ---------------- | ---------------- | --------- | --------- | ------------------ | ------------------ | ------------------ | -------------------- | -------------------- | -------------------- | ------------- | ------------- | ------------- | ------ | ------ |
| 1972–73          | «Рома»           | A                | 2         | 0         | КІ                 | 0                  | 0                  |                      | -                    | -                    |               | -             | -             | 2      | 0      |
| 1973–74          | «Рома»           | A                | 8         | 1         | КІ                 | 4                  | 0                  |                      | -                    | -                    |               | -             | -             | 12     | 1      |
| 1974–75          | «Рома»           | A                | 13        | 0         | КІ                 | 2                  | 0                  |                      | -                    | -                    |               | -             | -             | 15     | 0      |
| 1975–76          | «Ланероссі»      | B                | 33        | 4         | КІ                 | x                  | x                  |                      | -                    | -                    |               | -             |               | x      | x      |
| 1976–77          | «Рома»           | A                | 29        | 8         | КІ                 | 4                  | 1                  |                      | -                    | -                    |               | -             |               | 33     | 9      |
| 1977–78          | «Рома»           | A                | 26        | 10        | КІ                 | 4                  | 3                  |                      | -                    | -                    | -             | -             | -             | 30     | 13     |
| 1978–79          | «Рома»           | A                | 28        | 5         | КІ                 | 4                  | 3                  |                      | -                    | -                    | -             | -             | -             | 32     | 7      |
| 1979–80          | «Рома»           | A                | 23        | 5         | КІ                 | 7                  | 3                  |                      | -                    | -                    | -             | -             | -             | 30     | 8      |
| 1980–81          | «Рома»           | A                | 30        | 6         | КІ                 | 4                  | 2                  | КВК                  | 2                    | 0                    |               | -             | -             | 36     | 8      |
| 1981–82          | «Рома»           | A                | 22        | 3         | КІ                 | 2                  | 1                  | КВК                  | 2                    | 0                    |               | -             | -             | 26     | 4      |
| 1982–83          | «Рома»           | A                | 28        | 7         | КІ                 | 9                  | 1                  | КУЄФА                | 7                    | 1                    | -             | -             | -             | 44     | 9      |
| 1983–84          | «Рома»           | A                | 28        | 5         | КІ                 | 12                 | 1                  | КЧ                   | 8                    | 1                    | -             | -             | -             | 48     | 7      |
| Усього за «Рому» | Усього за «Рому» | Усього за «Рому» | 237       | 50        |                    | 52                 | 15                 |                      | 19                   | 2                    |               | 0             | 0             | 308    | 67     |
| 1984–85          | «Мілан»          | A                | 29        | 6         | КІ                 | 13                 | 3                  | -                    | -                    | -                    | -             | -             | -             | 42     | 9      |
| 1985–86          | «Мілан»          | A                | 29        | 2         | КІ                 | 6                  | 1                  | КУЄФА                | 6                    | 0                    | ЛТ            | 3             | 0             | 42     | 3      |
| 1986–87          | «Мілан»          | A                | 30+1      | 1+0       | КІ                 | 6                  | 1                  | -                    | -                    | -                    | -             | -             | -             | 37     | 2      |
| 1987–88          | «Чезена»         | A                | 25        | 4         | КІ                 | x                  | x                  |                      | -                    | -                    |               | -             | -             | x      | x      |
| 1988–89          | «Салернітана»    | C1               | 22        | 7         | КІ                 | x                  | x                  | -                    | -                    | -                    | -             | -             | -             | x      | x      |
| 1989–90          | «Салернітана»    | C1               | 30        | 9         | КІ                 | x                  | x                  | -                    | -                    | -                    | -             | -             | -             | x      | x      |
| Усього           | Усього           | Усього           | 436       | 83        |                    | x                  | x                  |                      | x                    | x                    |               | x             | x             | x      | x      |

## Титули і досягнення
- Чемпіон Італії (1):

«Рома»:  1982–83
- Володар Кубка Італії (3):

«Рома»:  1979–80, 1980–81, 1983–84